# Margo Graham
Margo Jennifer Graham (18 dicembre 1970 – 22 settembre 2020) è stata una cestista statunitense, professionista nella ABL e nella WNBA.